# Maccabi Gerusalemme
Il Maccabi Gerusalemme (in ebraico מכבי ירושלים‎?) è stata una squadra di pallacanestro israeliana, con sede nella città di Gerusalemme.
La società si è sciolta nel 2003.

## Ristabilimento
Nel 2024, la squadra è stata ristabilita da Roni Steinitz, il presidente dell'Associazione Maccabi Gerusalemme e ex presidente della squadra originale negli anni '90, Sahar Rahamim, un tifoso della squadra originale, e Yossi Sharabi. Nella stagione 2024/2025, la squadra gioca nel distretto di Gerusalemme della Liga Bet. La squadra ospita le sue partite al Centro Lerner dell'Università Ebraica, situato sul Monte Scopus.